# Combustie spontană
Combustia spontană este un tip de combustie în care o substanță emită căldură suficientă în interiorul ei astfel încât aceasta se poate auto-aprinde fără să necesite o sursă exterioară de căldură. Producerea internă de căldură are loc de obicei prin procese lente de oxidare. Temperatura cea mai mică la care poate să aibă loc aprinderea substanței se numește temperatură de autoaprindere.